# جمعیت روستاهای ایران
این مقاله به روستاهای ایران از نگاه علم جمعیت‌شناسی پرداخته و اندازه، ساختار و توزیع جمعیت را تشریح و به روند تغییرات جغرافیایی جمعیتی و تأثیرات اجتماعی و اقتصادی آن (مانند منابع نیروی کاری و تعداد مشاغل) می‌پردازد.

## سرشماری

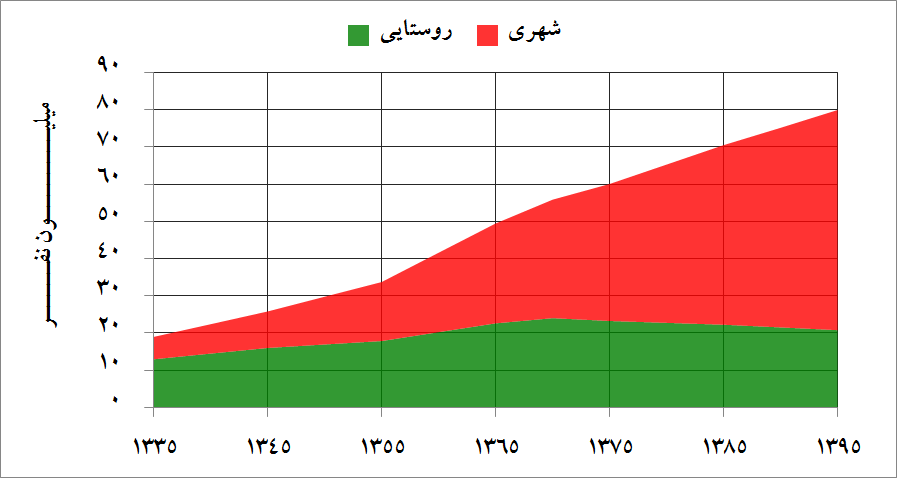
تغییرات جمعیت شهری و روستایی ایران در دهه‌های اخیر

در گذشته اطلاعات دربارهٔ افراد و خانواده‌ها در ارتباط با اخذ مالیات یا سهم خانوارها در خدمت وظیفه عمومی انجام می‌شد. اولین سرشماری در ایران که با هدف کسب اطلاعات آماری و شناسایی جمعیت انجام پذیرفت، به دوران معاصر بازمی‌گردد. ورود سرشماری منظم در ایران به وزیر اعظم میرزا حسین‌خان سپهسالار در سال ۱۲۸۸ تا ۱۲۹۰ هجری شمسی نسبت داده می‌شود که اصلاحاتی با نام «مجلس تنظیمات» را مصوب کرد. این مصوبه در مورد سرشماری خانوارها و اشخاص در روستاها می‌گوید که «تمامی ساکنان روستا باید شمرده شوند: اهالی و غریبه‌ها، زنان و مردان، کودکان و بالغان چه در گهواره باشند و چه در سن خولت، ثروتمندان، مالکان زمین، کشاورزان، تجار، کوچ نشین‌ها، کارگران، غیر-کشاورزها، خارج‌ها، افراد معلول، شل و یک چشمه، زن و مرد، بیوه‌ها، یتیمان، ساکنان قدیمی روستا و تازه ورودها. شغل و سن هر فرد باید مشخص و ثبت شود. سن آن‌ها نیز تا جایی که ممکن است باید پرسیده و ثبت شود؛ اگر این ممکن نیست سن آن‌ها باید تخمین زده شود. هیچ‌کسی از این فرمان استثنا نیست.» همچنین کتابچه‌هایی به کدخدای روستاها داده می‌شد که در آن لیست افراد جدیدی که در روستا متولد یا فوت می‌کنند را ثبت و هر ساله آن را به حکومت تحویل دهند.